# Mistrzostwa Polski w koszykówce mężczyzn (1935)
Mistrzostwa Polski w koszykówce mężczyzn 1935 – 8. edycja mistrzostw Polski w koszykówce mężczyzn (MP), przeprowadzona przez Polski Związek Gier Sportowych w 1935 r. Turniej finałowy odbył się w Katowicach w dniach 28-30 czerwca 1935 z udziałem 4 drużyn. Była to ostatnia edycja mistrzostw Polski przeprowadzona na boiskach otwartych, od kolejnej w sezonie 1937 turnieje finałowe MP odbywały się w obiektach zamkniętych (halach sportowych).

## Wykaz meczów
- KPW Poznań – PZP Nowy Bytom 40:20 (25:7)
- Polonia Warszawa – Wawel Kraków 34:20 (15:12)
- Polonia Warszawa – PZP Nowy Bytom 54:34 (29:2)
- KPW Poznań – Wawel Kraków 20:13 (12:2)
- PZP Nowy Bytom – Wawel Kraków 31:28 (18:6)
- KPW Poznań – Polonia Warszawa 39:21 (21:10)

## Klasyfikacja końcowa
| Miejsce | Zespół           | Mecze | Zwycięstwa-Porażki | Bilans punktów |
| złoto   | KPW Poznań       | 3     | 3-0                | 99:54          |
| 2.      | Polonia Warszawa | 3     | 2-1                | 109:93         |
| 3.      | PZP Nowy Bytom   | 3     | 1-2                | 85:122         |
| 4.      | Wawel Kraków     | 3     | 0-3                | 61:85          |

## Składy drużyn
W skład poszczególnych ekip wchodzili m.in.:
- KPW Poznań: Grzechowiak, Czaplicki, Patrzykont, Szymura, Zdz. Kasprzak I, Zb. Kasprzak II, Elbanowski, Łój, Anczykowski
- Polonia Warszawa: Zgliński, Cmoch, Redziszewski, Kanicki, Gregołajtys, Bobrowski, Kapałka, Sowiński, Kruszewski, Czyżykowski
- PZP Nowy Bytom: Andrzejwski, Makowski, Witowski, Piechoczek, Macioszek, FUda, Kucharczyk, Grüner, Wieczorek, Niedźwiedź
- Wawel Kraków: Eberhardt, Pytel, Rogudziński, Kwasznica, Leśniak, Godek, Krupa, Polewka, Markiewicz, Moroń